# Hangö svenska församling

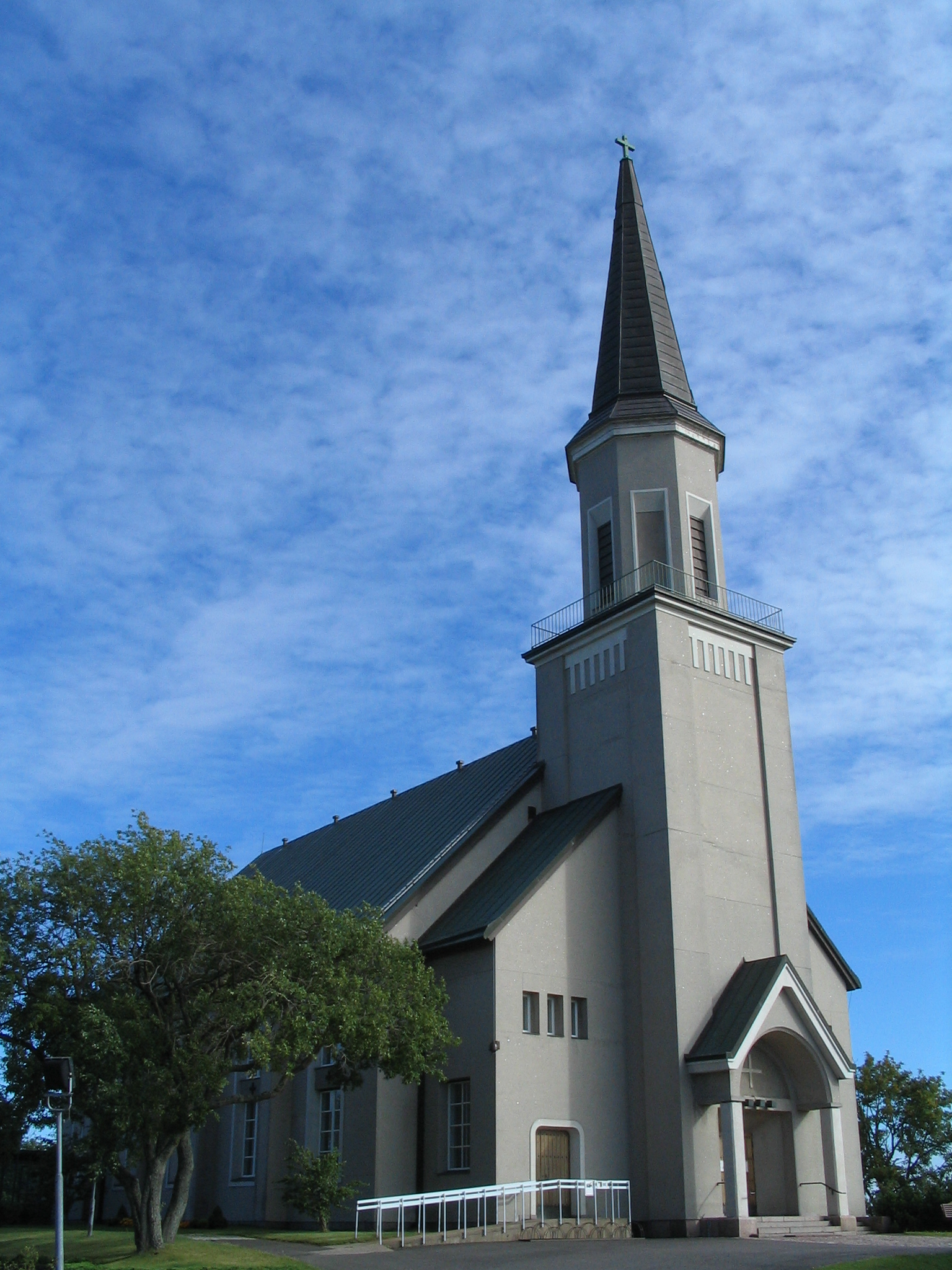
Hangö kyrka

Hangö svenska församling är en församling i Raseborgs prosteri inom Borgå stift i Evangelisk-lutherska kyrkan i Finland. Till församlingen hör 3 006 kyrkomedlemmar (08/2018) som har svenska som modersmål och bor i Hangö. 
Hangö avskildes från Bromarvs församling 1890 och blev en självständig församling.
Kyrkoherde i församlingen är Niina Mura.

## Kyrkor
- Hangö kyrka (1892)
- Lappvik kyrka (1913)
- Täktom kapell (1920)